# Alex Douglas
Alex Douglas, né le 17 août 2001 à Stockholm en Suède, est un footballeur international suédois qui évolue au poste de défenseur central au Lech Poznań.

## Biographie

### En club
Né à Stockholm en Suède, Alex Douglas est notamment formé par l'IF Brommapojkarna et le Hammarby IF, avant de rejoindre le club espagnol de CD San Roque de Lepe en août 2019.
Le 22 mars 2022, Alex Douglas rejoint le Västerås SK après avoir fait un essai de deux semaines. Il signe un contrat de trois ans.
Douglas joue son premier match pour le club le 25 avril 2022, lors d'une rencontre de championnat face à l'Östers IF. Il entre en jeu et les deux équipes se neutralisent (1-1 score final).
Il découvre alors l'Allsvenskan, l'élite du football suédois le 1er avril 2024, lors de la première journée de la saison 2024, contre l'AIK Solna. Il est titularisé et son équipe est battue par un but à zéro.
Le 8 juillet 2024, il prend la direction de la Pologne afin de s'engager en faveur du Lech Poznań. Il signe un contrat de trois ans, soit jusqu'en juin 2027, plus une année supplémentaire en option.

### En sélection
Alex Douglas est convoqué pour la première fois avec l'équipe nationale de Suède en août 2024, étant l'une des surprises de la liste du sélectionneur Jon Dahl Tomasson. Il honore sa première sélection avec la Suède lors de ce rassemblement, le 5 septembre 2024 contre l'Azerbaïdjan. Il est titularisé et son équipe s'impose par trois buts à un.

## Palmarès
Lech Poznań
- Championnat de Pologne (1) :
  - Champion : 2025.